# 綠皮書 (利比亞)

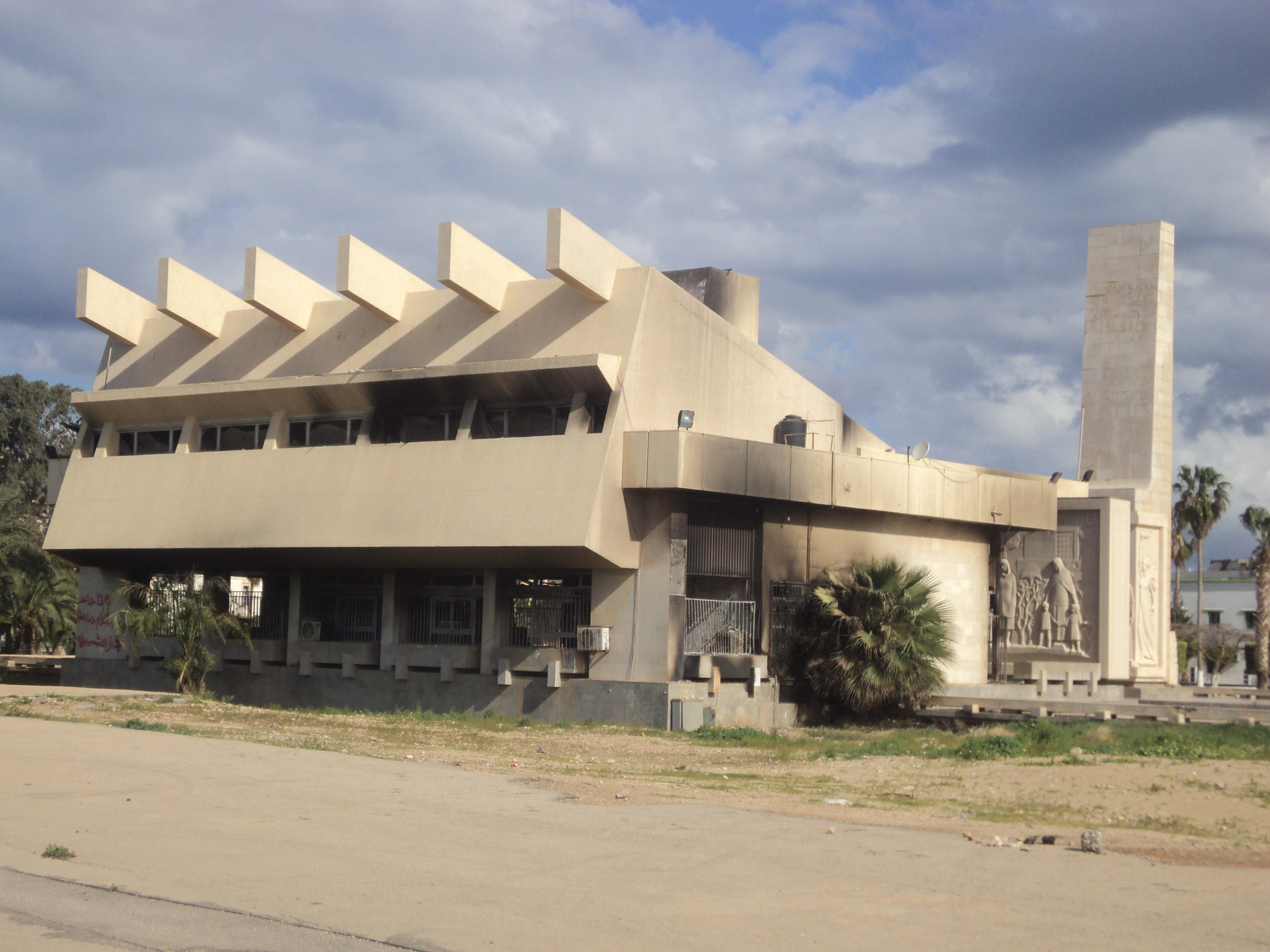
2011年利比亞內戰中，班加西市區的《綠皮書》中心被示威民眾焚毀。

《綠皮書》（羅馬化：al-Kitāb al-Aḫḍar），又稱《綠寶書》，是利比亞前領導人穆阿迈尔·卡扎菲為敘述自己的政治哲學而撰寫的書籍，在1975年首次出版，日後亦有相關增訂並由官方翻譯成英文、俄文版、意大利文版、中文版等，共有3卷。這本書的目的是要給「所有的利比亞人民閱讀」，因此篇幅不長且內容較為簡單易懂。
外界普遍認為本書的出版動機是受到《毛主席語錄》的影響 。在2011年利比亞內戰中，有示威者燒毀《綠皮書》來表示抗議。

## 內容
《綠皮書》由3個部分組成，全書約有110頁，平均每頁最多200字。
- 民主問題的解決方案：人民的監督（1975年年底出版）
- 經濟問題的解決方案：社會主義（1977年年初出版）
- 第三國際理論的社會基礎（1981年9月出版）

《綠皮書》亦提到反對現代自由民主制、新聞自由和資本主義的理念。利比亞是在直接民主制的基礎上建立普選委員會。但這一制度在事實上只能有限度的實現，因為領導人格達費自行任命內閣部長和各部門首長，並影響整個人民大會在不用選舉的前提下產生政府。

## 推廣
根據英國作家及前大倫敦議會議員喬治·特雷姆利特的說法，利比亞的學童每周花2小時的上課時間來閱讀本書。電視台和電台也会每天播放本書內容，相關内容也以圖畫或招牌的形式在一些利比亞建築上出現；1993年時還在法國、東歐、哥倫比亞和委內瑞拉等地的大學和學院舉辦有關《綠皮書》的講座及研討會。

## 爭議
這本書的廣泛推廣在1987年引起了一場爭議，因為利比亞當局花費90萬美元贊助當時西德的冰球俱樂部ECD Iserlohn來宣傳《綠皮書》，造成各界的輿論。

## 外部連結
- （英文）綠皮書 - 線上英語翻譯內容
- （英文）1980年版的翻攝內容